# ゆく河の流れは絶えずして
『ゆく河の流れは絶えずして』（ゆくかわのながれはたえずして）は、柴田南雄が1975年に作曲した合唱交響曲。

## 作曲の経緯
中日新聞から、昭和50年記念作として依頼を受け、1975年に鴨長明の『方丈記』をテキストとして作曲、同年11月7日、森正指揮、名古屋フィルハーモニー交響楽団、名フィル特別合唱団、名古屋女声合唱団、東海メールクワイアー、田中信昭、水谷昌平の合唱指揮により初演された。

## 楽器編成
フルート3（1奏者はピッコロ持ち替え）、オーボエ3、クラリネット3、ファゴット3、ホルン4、トランペット4、トロンボーン3、チューバ、チェレスタ、電子オルガン、ティンパニ、ヴィブラフォン、懸垂シンバル、トライアングル、ゴング、タムタム(大・小)、フレクサトーン、本鐘、竹の鳴子、ウッドブロック、小太鼓、大太鼓、弦五部、12声部の独唱ソリスト、混声合唱

## 演奏時間
不確定だが大体約70分～90分　（平均80分）

## 楽曲構成
第一部
第1楽章 アダージョ　
4/4拍子ソナタ形式。序章ともいえる楽章で、楽器編成も三管編成になっている。中間部では第2部冒頭の今様をフルートが変奏する。
第2楽章 アレグロ
ニ長調 2/2拍子 ソナタ形式。独唱ソリストの一部が方丈記の冒頭を読み上げ、打楽器も加わる。従って管弦楽は前楽章と違い、事実上は伴奏に回っている。古典派の二管編成を再現しており第1主題は弦の分散和音により提示され、第2主題は木管に現れる。展開部は新古典になっている。
第3楽章 スケルツォ アレグレット・グロテスコ　
3/8拍子 - トリオ「コラージュ」モデラート 2/2拍子 テンポ・ティ・ワルツ　3/4拍子 ヴィヴァーチェ -　アレグレット・グロテスコ 3/8拍子　1930年代のファシズムをテーマにしている。トリオでは当時の映画主題歌が寄せ集められている。弦のめまぐるしい経過部の後、スケルツォ主題が回帰する。 
第4楽章 アダージョ・カンタービレ、
三部形式 ロマン派によっている。
第5楽章 アダージョ
4/4拍子 -　アレグロ(センツァ・テンポ) 終戦から1960年代をテーマにしている。アダージョとアレグロには十二音技法が用いられている。後半では指揮者が活躍せず、偶然性ともとれる場面になる。
第二部
第6楽章
混声合唱が今様で読み上げる『方丈記』の出だしは、第4声まで入る無限カノンに発展していく。最初の声部を担当する女声集団は、客席後方から現れる。
第7楽章
合唱団は客席側に行き、各メンバーが聴衆に『方丈記』の天変地異の部分を朗読する。その後管弦楽が入り絶叫して終曲へ向かう。
第8楽章
第6楽章冒頭の『方丈記』がひっそりと再現され、独唱ソリストがこれの最後を朗読する。そして第1楽章の主題が回帰し、曲が閉じられる。